# Sascha Lutz
Sascha Lutz (* 29. Oktober 1983 in Friedberg, Hessen) ist ein deutscher Baseballspieler, der bei den Heidenheim Heideköpfen als Outfielder spielt. Zuvor war er unter anderem für die Mainz Athletics, die Mannheim Tornados und die Stuttgart Reds aktiv. Zudem spielte er bereits für die deutsche Baseballnationalmannschaft. Sein Bruder Donald Lutz war der erste in Deutschland aufgewachsene Spieler in der Major League Baseball.

## Leben
Lutz wurde als Sohn eines afroamerikanischen US-Soldaten und einer deutschen Mutter in Friedberg geboren. Nach der Scheidung seiner Eltern wuchs er gemeinsam mit seinem Bruder Donald Lutz in Friedberg auf.

## Karriere

### 2007–2008: Mainz Athletics
In der Saison 2007 spielte Sascha Lutz für die Mainz Athletics und gewann mit ihnen die Deutsche Baseballmeisterschaft. In der Saison 2017 gelang ihm ein Batting Average von .456, eine On-Base Percentage von .556 und eine Slugging Percentage von .595. Im selben Jahr trat er der Deutschen Baseballnationalmannschaft bei und spielte für sie in der Baseball-Europameisterschaft 2007 (AVG/OBP/SLG: .419/.486/.548). Auch in der darauffolgenden Saison war er für die Athletics aktiv.

### 2009–2012: Mannheim Tornados
Von 2009 bis 2012 spielte Lutz bei den Mannheim Tornados. Dort führte er in der Saison 2009 die Liga in Runs und Outfield Assists an. Auch bei den Walks und Stolen Bases war er unter den fünf besten Spielern der Liga.

### 2013: Stuttgart Reds
In der Saison 2013 spielte Sascha Lutz bei den Stuttgart Reds, wo er einen Batting Average von .410 (zweitbester in der Baseball-Bundesliga 2013), eine On-Base Percentage von .463, eine Slugging Percentage von 539 und 23 Home Runs erzielte.

### 2014–heute: Heidenheim Heideköpfe
Seit der Saison 2014 ist Sascha Lutz für die Heidenheim Heideköpfe aktiv, mit denen er 2015 und 2017 die deutsche Baseballmeisterschaft gewann. In der Saison 2015 hatte er den drittbesten Schlagdurchschnitt der Liga (.436). In derselben Saison trat er mit den Heideköpfen beim CEB European Cup an. Im Jahr 2017 spielte er für die Deutsche Baseballnationalmannschaft in der Qualifikationsrunde für den World Baseball Classic 2017. Nach der Saison 2018 verkündete Lutz, seine Karriere bei den Heidenheim Heideköpfen beenden und stattdessen als Spielertrainer zu den Mannheim Tornados zurückkehren zu wollen.